# Vaupillon
Vaupillon település Franciaországban, Eure-et-Loir megyében. Lakosainak száma 461 fő (2022. január 1.). Vaupillon La Loupe, Meaucé, Saint-Éliph, Saint-Victor-de-Buthon és Bretoncelles községekkel határos.

## Népesség
A település népessége az elmúlt években az alábbi módon változott:
| Lakosok száma | 439  | 375  | 374  | 461  | 450  | 453  | 456  | 454  | 453  | 461  |
|               | 1968 | 1982 | 1990 | 2006 | 2013 | 2015 | 2017 | 2019 | 2020 | 2022 |